# Carsten Mogensen
Carsten Mogensen (ur. 24 lipca 1983 w Roskilde) – duński badmintonista, srebrny medalista olimpijski w grze podwójnej. W grze podwójnej występuje w parze z Mathiasem Boe.
Największym jego sukcesem jest srebrny medal igrzysk olimpijskich w Londynie w grze podwójnej.